# Brown Girl in the Ring
Brown Girl in the Ring è una canzone tradizionale per bambini nelle Indie occidentali. Originariamente era parte del gioco con lo stesso nome, che si pensa sia nato in Giamaica.
La canzone divenne nota a livello internazionale quando fu registrata dai Boney M. nel 1978. Inizialmente era il lato B del loro successo Rivers of Babylon, ma divenne presto un successo a sé stante.
La canzone era stata precedentemente registrata anche dal gruppo Malcolm's Locks, nel 1975, con il titolo Brown girl, fatto che portò a una lunga disputa giudiziaria sui diritti d'autore. Il brano fu registrato anche nel 1972 dal musicista bahamense Exuma.

## Musiche italiane ispirate
In Italia il brano ha ispirato la canzone Dolce Remì (L. Albertelli – V. Tempera), del 1979, sigla del cartone animato Remi - Le sue avventure, e la canzone La pigiatura (G. Mauro – M. Detto) utilizzata nel film Il bisbetico domato con Adriano Celentano, del 1980.